# Salamandra salamandra alfredschmidti
Salamandra salamandra alfredschmidti is een salamander uit de familie echte salamanders (Salamandridae). Het is een ondersoort van de vuursalamander (Salamandra salamandra). De salamander behoorde lange tijd tot de ondersoort Salamandra salamandra bernardezi. Omdat de ondersoort pas in 2006 door Köhler & Steinfartz is beschreven is de salamander in veel literatuur nog niet opgenomen.
De salamander is endemisch in Asturië in Spanje. In tegenstelling tot de meeste ondersoorten heeft A. a. alfredschmidti geen zwarte, maar een bruine tot oranje kleur. De kop is vaak geel van kleur. Sommige exemplaren hebben een voornamelijk gele kleur.